# Technocampus EMC2
 (juillet 2011).
Si vous disposez d'ouvrages ou d'articles de référence ou si vous connaissez des sites web de qualité traitant du thème abordé ici, merci de compléter l'article en donnant les références utiles à sa vérifiabilité et en les liant à la section « Notes et références ».
Technocampus EMC² est un centre de recherche et de technologies pour la mise en œuvre des matériaux composites hautes performances. Il est situé à Bouguenais, dans la périphérie sud de Nantes. Il a été inauguré en septembre 2009.

## Genèse du projet
En novembre 2005, un partenariat regroupant EADS Innovation Works, Airbus, l’École centrale de Nantes (ECN), l’École des Mines de Nantes (EMN), l’École Polytechnique de l’Université de Nantes (Polytech) et l’Institut catholique d'arts et métiers de Nantes (ICAM) voit le jour : Techno'Campus.

Son objectif est de consolider les coopérations avec la recherche publique régionale et de renforcer le support technique aux établissements Airbus de Nantes et de Saint-Nazaire sur la recherche fondamentale dans le domaine des composites. Il se concrétise par le détachement d'une équipe d’EADS IW spécialiste de la mise en œuvre des matériaux composites sur le site de l’École Centrale.
Face aux enjeux industriels et économiques que représente la maîtrise des technologies des composites et compte tenu des compétences déjà présentes en Pays de la Loire, notamment dans les entreprises aéronautiques, les acteurs régionaux, industriels, grandes écoles et collectivités décident de donner une autre dimension à cette démarche. C'est le lancement du Projet.
Ils se fixent pour objectif de réunir en un même lieu, dans un grand centre technique, les entreprises de la filière régionale des composites, les instituts de recherche publics et privés, les établissements d’enseignement supérieurs afin de développer l’innovation et d’irriguer l’ensemble du territoire par une mutualisation des moyens et un partage des avancées technologiques. La première pierre du chantier est posée le 3 décembre 2007

## Partenaires
Technocampus EMC² compte sept partenaires fondateurs :

### Partenaires industriels
- Airbus
- CETIM
- EADS IW

### Partenaires académiques
- ECN
- EMN
- ICAM Nantes
- Polytech Nantes

Le Pôle EMC2 est partenaire associé de Technocampus EMC².

## Ambition
Technocampus EMC² contribue à structurer un pôle d’expertise de dimension mondiale en Pays de la Loire autour de la mise en œuvre de structures composites innovantes, complexes et/ou de grande dimension.
Les domaines d’application sont multiples, parmi lesquels l’aéronautique, le ferroviaire, l’automobile, le naval et le nautisme, l’éolien, etc. et en pleine synergie avec les domaines d’activités stratégiques du pôle de compétitivité EMC2.
Simulation et développement de nouveaux procédés permettant la fabrication de pièces de grandes dimensions, à géométrie complexe, sous fortes contraintes mécaniques, automatisation des procédés afin de suivre les augmentations de cadence, recyclage et partage des avancées technologiques au profit du tissu industriel ligérien sont au cœur des défis à relever par Technocampus EMC².

## Site
Technocampus EMC² regroupe sur un seul site :
- Des laboratoires de recherche universitaires et industriels
- Un centre technique et des entreprises expertes sur la mise en œuvre des matériaux composites
- Des halles industrielles disposant de l’ensemble des moyens de mise en œuvre et de contrôle des structures en matériaux composites
- Des moyens consacrés à la formation et à la communication
- Des locaux pour les PME/PMI souhaitant s’investir sur la thématique

## Activité
Les partenaires de Technocampus EMC² mènent des activités de recherche et technologies allant de la recherche fondamentale sur les matériaux composites jusqu’à la réalisation de prototypes fonctionnels à l’échelle un et leur caractérisation. Les équipements technologiques et les démonstrateurs, mutualisés permettent :
- La conception de pièces (outils de conception de pièces…)
- La mise en œuvre des matériaux composites thermodurcissables et thermoplastiques (drapage, dépose automatisée, placement des fibres, formage, injection/infusion, pultrusion, cuisson, consolidation, soudage, parachèvement…)
- La simulation des procédés (modélisation des procédés de mise en œuvre et instrumentation associée)
- Le contrôle non destructif de pièces de formes complexes en matériaux composites (ultrasons, thermographie infrarouge, ultrasons laser…)

## Chiffres clés
Au 30 décembre 2010, Technocampus EMC² :
- compte 180 équivalents temps plein
- regroupe 17 structures : AFC Mécanum, Airbus, Ajilon, CIMPA, CETIM, DAHER-SOCATA, EADS IW, ECOLE CENTRALE DE NANTES, ECOLE DES MINES DE NANTES, EUROPE TECHNOLOGIES, GIE CMII, GIP GEMAC, ICAM NANTES, NDT EXPERT, PôLE EMC2, POLYTECH.